# Djilali Hadjadj
Djilali Hadjadj est un journaliste algérien. 

## Biographie
Djilali Hadjadj est journaliste au Soir d'Algérie et militant anti-corruption. Il est président de l'Association algérienne de lutte contre la corruption.
En septembre 2010, il a été arrêté à l'aéroport de Constantine par les autorités algériennes, arrestation qui suscita l'indignation d'Amnesty International et de la Ligue des droits de l'homme. Incarcéré à la prison de Serkadji, il a été condamné à une peine de 6 mois de prison avec sursis et à une amende de 50000 dinars par le tribunal de Sidi M'Hamed, à Alger.

## Publications
- Corruption et démocratie en Algérie, Paris, Éditions La Dispute, 1999 ; réédition La Dispute, 2001
- Notre ami Bouteflika. De l'État rêvé à l'État scélérat, Mohamed Benchicou (dir.), Riveneuve, 2010  (ISBN 978-2-36013-021-4)

## Articles
- « Mirages des réformes économiques en Algérie », Le Monde diplomatique, 2001/3 (n°564), p. 13
- « Violence et corruption : cas de l’Algérie », Bulletin de l’APAD, n °25, juin 2003 [lire en ligne]
- « Algeria : A Future Hijacked by Corruption », Mediterranean Politics, 12 (2), p. 263-277 [lire en ligne]